# Discographie de Gwen Stefani
Il s'agit de la discographie de chanteuse Gwen Stefani. Stefani a sorti quatre albums studio, et seize singles musicaux ainsi qu'un DVD sur Interscope Records.

## Albums
| Années | Album | Ventes et certifications                                                                |
| ------ | --- | --------------------------------------------------------------------------------------- |
| 2004   | Love. Angel. Music. Baby. - Sortie le : 23 novembre 2004 - Label: Interscope - Producteurs: André 3000, Dallas Austin, Dr. Dre, Nellee Hooper, Tony Kanal, Jimmy Jam et Terry Lewis, The Neptunes, Mark "Spike" Stent           | Vente: 8.5 million · RIAA certification: 3 × Platine · ARIA Certification: 4× Platine · |
| 2006   | The Sweet Escape - Sortie le : 5 décembre 2006 - Label: Interscope - Producteurs: Tim Rice-Oxley, Akon, Sean Garrett, Nellee Hooper, Tony Kanal, The Neptunes, Swizz Beatz, Giorgio Tuinfort                                    | Vente: 4.324 million · RIAA certification: Platine · ARIA Certification: 2 × Platine ·  |
| 2016   | This Is What the Truth Feels Like - Sortie le : 18 mars 2016 - Label: Interscope, Universal - Producteurs: Tim Blacksmith, Danny D, Teal Douville, Mike Green, Greg Kurstin, Mattman & Robin, Jonathan « J.R. » Rotem, Stargate |                                                                                         |
| 2017   | You Make It Feel Like Christmas - Sortie le : 6 octobre 2017 - Label : Interscope, Universal |                                                                                         |
| 2024   | Bouquet - Sortie le : 15 novembre 2024 - Label : Interscope |                                                                                         |

## Singles
| Année                           | Single                                    | Classement | Classement | Classement | Classement | Classement | Classement | Classement | Classement | Classement | Classement | Classement                        | Album                     |
| Année                           | Single                                    | Monde      | U.S.       | U.S. Pop   | UK         | All        | FRA        | Aus        | NLD        | ITA        | SWE        | BE                                | Album                     |
| ------------------------------- | ----------------------------------------- | ---------- | ---------- | ---------- | ---------- | ---------- | ---------- | ---------- | ---------- | ---------- | ---------- | --------------------------------- | ------------------------- |
| 2004                            | What You Waiting For?                     | 2          | 47         | 14         | 4          | 22         | 5          | 1          | 7          | 2          | 6          | 4                                 | Love. Angel. Music. Baby. |
| 2004                            | Rich Girl (feat. Eve)                     | 3          | 7          | 3          | 4          | 14         | 4          | 2          | 3          | 7          | 4          |                                   | Love. Angel. Music. Baby. |
| 2005                            | Hollaback Girl                            | 3          | 1          | 1          | 8          | 3          | 17         | 1          | 8          | 3          | 7          | 16                                | Love. Angel. Music. Baby. |
| 2005                            | Cool                                      | 6          | 13         | 9          | 11         | 20         | 32         | 10         | 6          | 11         | 31         | 2                                 | Love. Angel. Music. Baby. |
| 2005                            | Luxurious (feat. Slim Thug)               | 27         | 21         | 13         | 45         | 65         | 34         | 25         | 31         | 27         | 45         | 8                                 | Love. Angel. Music. Baby. |
| 2006                            | Crash                                     | –          | 49         | 28         | –          | –          | –          | –          | –          | 99         | –          | –                                 | Love. Angel. Music. Baby. |
| 2006                            | Wind It Up                                | 8          | 6          | 7          | 3          | 21         | 12         | 5          | 4          | 11         | 19         | 7                                 | The Sweet Escape          |
| 2007                            | The Sweet Escape (feat. Akon)             | 1          | 2          | 1          | 2          | 6          | 4          | 2          | 5          | 2          | 11         | 3                                 | The Sweet Escape          |
| 2007                            | 4 in the Morning                          | 9          | 54         | 30         | 22         | 18         | 21         | 9          | 14         | 13         | 30         | 3                                 | The Sweet Escape          |
| 2007                            | Now That You Got It (feat. Damian Marley) | –          | –          | –          | 59         | 73         | –          | 37         | 14         | 26         | –          | –                                 | The Sweet Escape          |
| 2007                            | Early Winter                              | –          | –          | –          | –          | 6          | 59         | –          | 19         | 34         | 14         | –                                 | The Sweet Escape          |
| 2014                            |                                           |            |            |            |            |            |            |            |            |            |            |                                   |                           |
| Baby Don't Lie                  | –                                         | -          | -          | –          | –          | 40         | –          | –          | -          | –          | –          |                                   |                           |
| 2014                            |                                           |            |            |            |            |            |            |            |            |            |            |                                   |                           |
| Spark the Fire                  | -                                         | -          | -          | -          | -          | -          | -          | -          | -          | -          | -          |                                   |                           |
| 2015                            |                                           |            |            |            |            |            |            |            |            |            |            |                                   |                           |
| Used to Love You                | -                                         | -          | -          | -          | -          | -          | -          | -          | -          | -          | -          | This Is What The Truth Feels Like |                           |
| 2016                            |                                           |            |            |            |            |            |            |            |            |            |            | This Is What The Truth Feels Like |                           |
| Make Me Like You                | -                                         | -          | -          | -          | -          | 143        | -          | -          | -          | -          | -          | This Is What The Truth Feels Like |                           |
| 2016                            |                                           |            |            |            |            |            |            |            |            |            |            |                                   |                           |
| Misery                          | -                                         | -          | -          | -          | -          | 127        | -          | -          | -          | -          | -          |                                   |                           |
| 2017                            |                                           |            |            |            |            |            |            |            |            |            |            |                                   |                           |
| You Make It Feel Like Christmas | -                                         | -          | -          | -          | -          | -          | -          | -          | -          | -          | -          | You Make It Feel Like Christmas   |                           |
| Numéro Un                       | Numéro Un                                 | 2          | 1          | 2          | -          | -          | -          | 2          | -          | -          | -          | -                                 |                           |
| Top dix                         | Top dix                                   | 7          | 4          | 5          | 5          | 3          | 3          | 7          | 6          | 3          | 3          | 6                                 |                           |
| Top vingt                       | Top vingt                                 | 7          | 5          | 7          | 6          | 5          | 3          | 7          | 5          | 7          | 5          | 7                                 |                           |
| Entrée dans le classement       | Entrée dans le classement                 | 8          | 9          | 9          | 9          | 10         | 9          | 9          | 8          | 9          | 6          | 7                                 |                           |

Notes:
- ¹ "Early Winter" est sorti seulement en Europe (sauf le Royaume-Uni).

Un astérisque (*) indique que le single est encore classé et que les informations le concernant peuvent encore changer.

Deux astérisques (**) indiquent que la chanson n'est pas encore sortie.

### Collaborations
- 1993 : Diff'rent Strokes (Good) avec Gameface
- 1994 : Saw Red (Robbin' the Hood) avec Sublime
- 1998 : You're the Boss (The Dirty Boogie) avec Brian Setzer Orchestra
- 1999 : Spacetravel (The Science of Things) avec Bush
- 1999 : So Far, So Pleased (Rave Un2 the Joy Fantastic) avec Prince
- 2000 : South Side (Play) avec Moby
- 2000 : Everybody Is a Star (Fishbone and the Familyhood Nextperience Present : The Psychotic Friends Nuttwerx) avec Fishbone & Familyhood Nextperience
- 2001 : Let Me Blow Ya Mind (Scorpion) avec Eve
- 2001 : What's Going On avec Artists against AIDS Worldwide
- 2004 : Slave to Love (BOF Amour et Amnésie) avec Elan Atias
- 2005 : Can I Have It like That (In My Mind) avec Pharrell Williams
- 2005 : Tears in Heaven (Hurricane Relief: Come Together Now) avec divers artistes
- 2006 : All Nighter (Together as One) avec Elan Atias
- 2015 : Kings Never Die avec Eminem

## Vidéo
| Année | Informations sur la vidéo                                                                             |
| ----- | --- |
| 2006  | Harajuku Lovers Live - Sortie le : 5 décembre 2006 - Label : Interscope - Réalisation : Sophie Muller |